# بيل رايت
بيل رايت (بالإنجليزية: Bill Wright)‏ هو لاعب كرة قاعدة أمريكي، ولد في 6 يونيو 1914، وتوفي في 3 أغسطس 1996.